# Rehe (Provinz)

Ehemalige Provinz Rehe

Rehe (chinesisch 熱河省 / 热河省, Pinyin Rèhé shěng, Abkürzung: 熱,  rè) bzw. Jehol (nach dem alten Namen der Provinzhauptstadt Chengde) war der Name einer nördlich der Großen Mauer gelegenen ehemaligen Provinz in Nordchina zur Zeit des Kaiserreichs bzw. der nationalistischen Republik.
Jehol und die Nachbarprovinz Chahar wurden 1933 von den Japanern erobert. Obwohl die Provinz Jehol nicht zur eigentlichen Mandschurei gehörte, wurde sie gegen ohnmächtigen chinesischen Protest bis 1945 Japans Satellitenstaat Mandschukuo zugeschlagen. 
Innerhalb der Volksrepublik China wurde die Provinz 1955 aufgelöst: die Bezirke Chifeng und Tongliao fielen an das Autonome Gebiet der Inneren Mongolei, der Bezirk Chengde (mitsamt der ehemaligen Provinzhauptstadt Jehol) fiel an die Provinz Hebei, der Rest kam zur Provinz Liaoning.